# Bufo japonicus
Bufo japonicus también llamado sapo japonés común o simplemente sapo japonés, es una especie de sapo de la familia Bufonidae. Es endémica de Japón. Su hábitat  natural  son las zonas  de los bosques subárticos, los bosques templados, matorrales templados, pantanos de agua dulce, pantanos de agua dulce de corrientes intermitentes,  manantiales de agua dulce, tierras de cultivo, jardines rurales, zonas urbanas, los estanques y las tierras de regadío. Está amenazado por pérdida de hábitat.